# Druhá bitva u Breitenfeldu
Druhá bitva u Breitenfeldu byla součástí třicetileté války, odehrála se 23. října 1642 (resp. podle gregoriánského kalendáře 2. listopadu 1642) poblíž Lipska. Skončila jednoznačným švédským vítězstvím nad císařskou armádou.
Od 17. října 1642 obléhala švédská armáda pod vedením Lennarta Torstensona Lipsko. Obleženému městu přišlo na pomoc císařské vojsko s velitelem Leopoldem I. Vilémem. Torstenson předstíral 22. října ústup, druhý den ráno se však postavil pronásledujícím císařským, kteří bitvu neočekávali a nebyli na ni připraveni.
Na křídlech se střetla jezdectva, přičemž na pravém křídle se císařská obrana brzy rozpadla, mnoho jednotek z bitvy uprchlo bez boje. Zoufalou situaci zachránil český šlechtic v císařských službách Zikmund Myslík z Hyršova, když se s celým svým plukem vrhl na útočící Švédy. Pluku se podařilo útok nejen zastavit, ale přejít do ofenzivy, to si ovšem v závěru vyžádalo většinu životů příslušníků pluku a sám Myslík byl zraněn. Díky tomuto zásahu nebyl zajat ani velitel císařského vojska arcivévoda Leopold I. Vilém, který byl současně vrchním velitelem celé císařské armády a císařův bratr. Myslík za tuto udatnou pomoc vysloužil v té době poměrně velký věhlas, což v konečném důsledku vedlo k jeho jmenování generálem a povýšení do stavu svobodných pánů.  Levé křídlo, kde bojoval Leopold I. Vilém, vzdorovalo déle, po jeho zhroucení se vzdala i císařská pěchota, bojující uprostřed bitevního pole.
Bitva skončila po třech hodinách úplným švédským vítězstvím, vyčerpané švédské vojsko už ale prchající císařské vojáky nepronásledovalo.
Výsledek bitvy umožnil švédské armádě obsadit Lipsko, došlo k tomu 27. listopadu 1642.

## Galerie

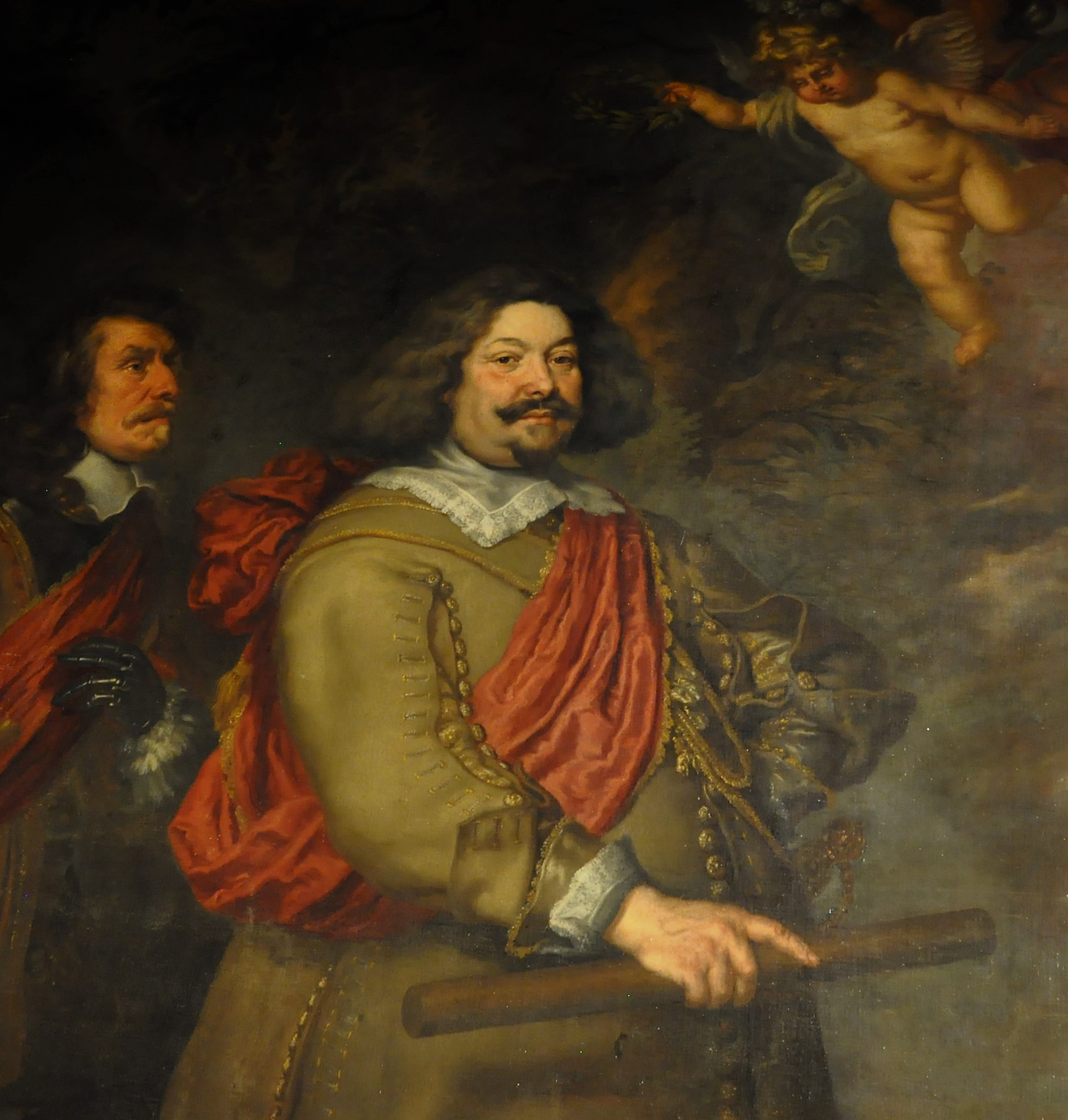
Ottavio Piccolomini
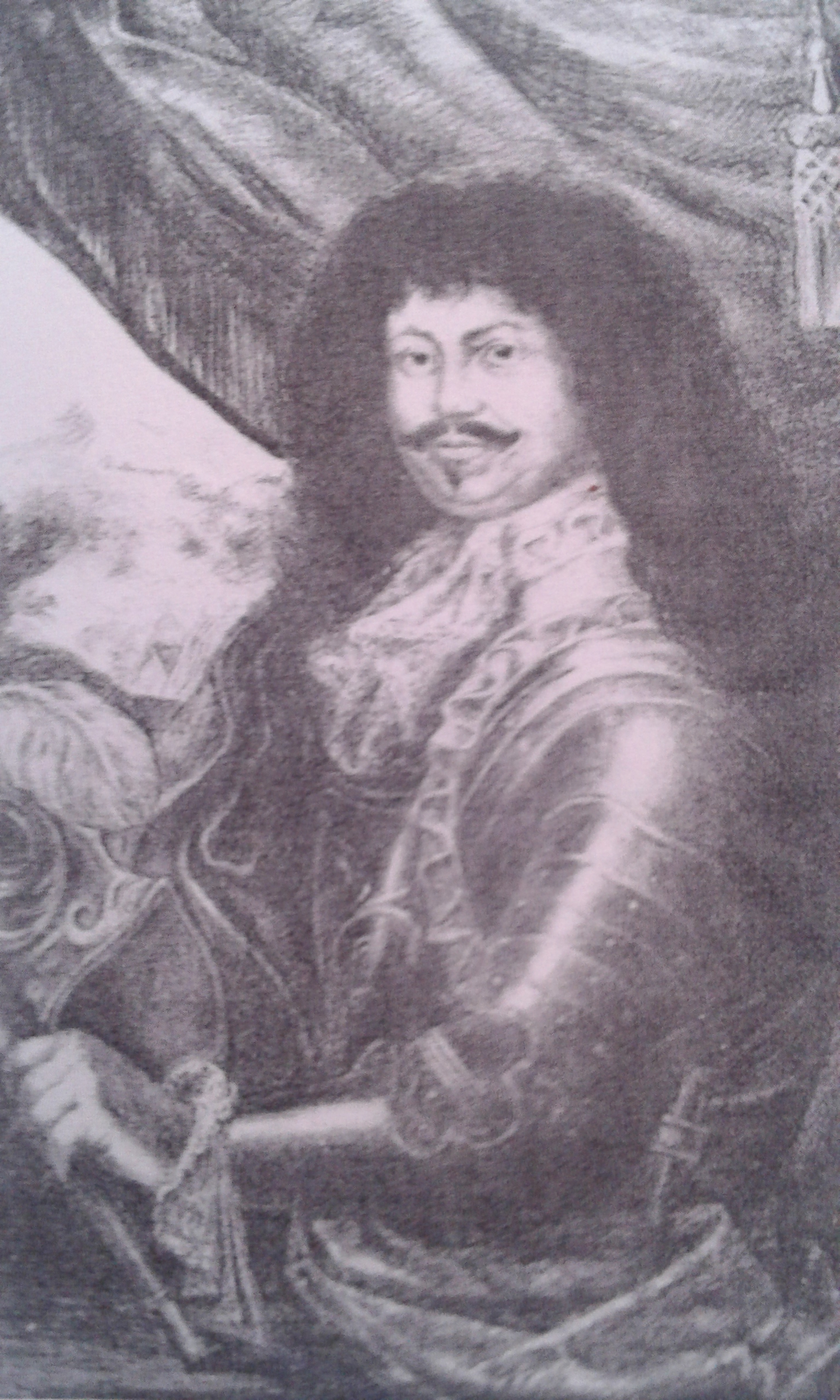
Zikmund Myslík z Hyršova
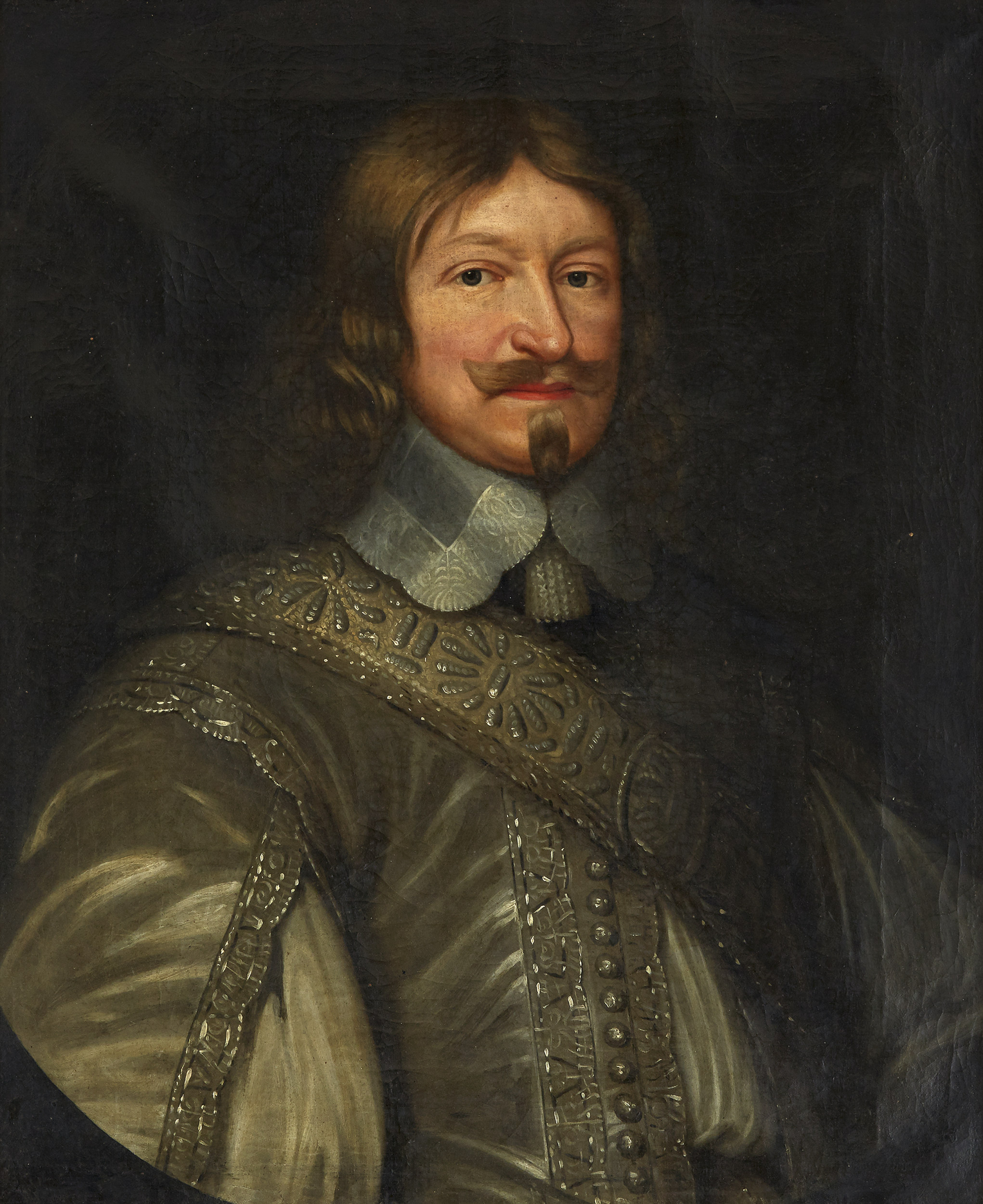
Lennart Torstenson
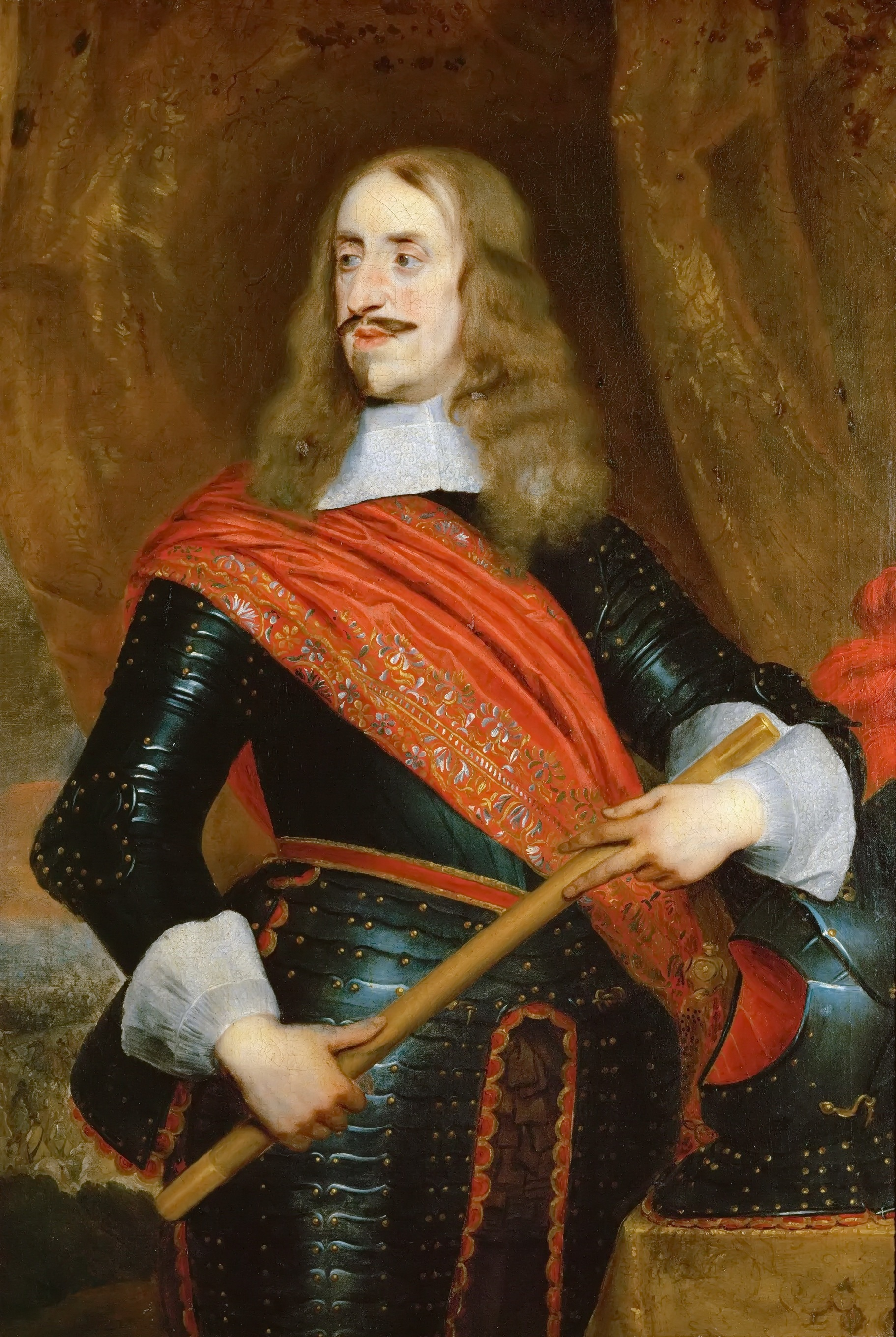
Vrchní velitel císařských vojsk arcivévoda Leopold I. Vilém